# 張鐵夫
張鐵夫（1952年—），中央政府駐港聯絡辦社會工作部部長。叶选平之表弟。

## 生平
1991年南下加入新華社香港分社。曾任第十二屆香港特别行政区全国人民代表大会代表。從中國內地遷到香港後，張鐵夫開始跟龍友陳俊濠學習攝影技術。2009年，二人一同成立心連大地攝影會，攝影題材包括偏遠山區、學校建設、城市夜景、燈光人像等。張鐵夫以為中港之文化差異，旅行社有責任向旅客介紹香港人規矩和習慣，若傳媒多（正面）宣傳大家可多理解。

## 外部參考
1. ↑  張鐵夫初戰人代 憂「劉江華」效應 （页面存档备份，存于），信報。
2. ↑  張鐵夫：盡本分為港多做事 （页面存档备份，存于），大公報。
3. ↑  . 文匯報. 2012-12-17  [2012-12-20]. （原始内容存档于2012-12-21）.
4. ↑  .   [2022-06-26]. （原始内容存档于2019-06-08）.
5. ↑  . 成報. 2012-12-14.[永久]